# Willem Frederik van Brakell
Willem Frederik baron van Brakell (Den Haag, 1662 - aldaar, 1 juli 1702), heer van Kermestein, Thedingsweert, Carnisse en West-Barendrecht, was onder andere gesubstitueerd ambtman van de Nederbetuwe.

## Familie en loopbaan
Willem Frederik was lid van het geslacht Van Brakell en een zoon van Johan van Brakell, heer van Kermestein en Thedingsweert en Maria Louise van Liere, vrouwe van Maelsteede Capelle en Heerjansdam.
Hij was vanaf 1683 lid van de Ridderschap van het Kwartier van Nijmegen. In 1691 kocht hij uit achterleen het landgoed Thedinghsweert, totaal 55 morgen groot en het adellijk huis bevattend. Zijn vader had de leenheerlijke rechten als 'dominum directum' (oppereigendom) over Thedinghsweert. Er was dus sprake van gedeelde eigendom.

### Huwelijk en kinderen
Hij trouwde in 1686 te Den Haag met Isabella Jacoba Pompe van Slingeland (1657-1718), vrouwe van Carnisse, dochter van Matthijs Pompe van Slingeland en Maria Elisabeth Musch.
Uit het huwelijk zijn drie kinderen bekend: 
- Louise Isabella barones van Brakell, vrouwe van Carnisse en Thedingsweert (1687-1772); ze trouwde in 1720 te Den Haag met Willem baron van Liere, heer van Katwijk (1690-1735), lid van de Staten van Holland, en drost, schout en stadhouder van de lenen van Breda, zoon van Willem van Liere, heer van Katwijk, en Geertruida Anna van Wassenaer van Duvenvoorde.
- Johan Lodewijk baron van Brakell (1688-±1735).
- Henriette Philippine barones van Brakell, vrouwe van Carnisse en Thedingsweert (1693-1737); trouwde op 30 augustus 1718 op 'huijs Thedingsweert' met Christiaan Reinoud van Wijhe, ridder, heer van Echteld, IJzendoorn, Laar, Blankenburg, De Pol en Alden-Avezaath (1675-1749), hij was richter en dijkgraaf van Tiel en Zandwijk en lid van de Nijmeegse ridderschap waarvoor hij afgevaardigd werd naar de Landdagen van Gelre. Hij was een zoon van Otto van Wijhe en Seina van Delen.